# Middle East Airlines
Middle East Airlines (MEA) er et flyselskab fra Libanon, med hovedsæde i Beirut.
Selskabet blev grundlagt 31. maj 1945 af Saeb Salam. Flyvningerne startede 1. januar 1946 med tre de Havilland Dragon Rapide fly på en rute imellem Beirut og Nicosia. Hurtigt kom også lande som Irak, Syrien og Egypten på rutekortet.
Middle East Airlines blev den 29. juni medlem af alliancen SkyTeam efter at de blev inviteret af Air France i 2009.
I perioden juni til september flyver Middle East Airlines hvert år til Københavns Lufthavn fra Beirut, hvor der er 3 ugentlige afgange.
Libanons Centralbank ejer 97,5 % af aktierne og de ansatte resten.